# Негевский музей искусства
Негевский музей искусства (ивр. מוזיאון הנגב לאמנות‎) в Беэр-Шеве расположен в старом городе, в Доме губернатора времен турецкого правления. Он был построен в 1906 году как часть комплекса правительственных зданий, куда входили Сарайя (в переводе с турецкого «главное правительственное учреждение») и мечеть.

## Конструкция
Двухэтажное здание относится к периоду Османской империи. Его фасад украшают четыре стрельчатые арки. Интерьер здания типичен для помещения под названием «конак»: дом губернатора или другой важной персоны, где также проходят официальные встречи и приемы.
Во время Первой мировой войны здание служило резиденцией британского офицерского состава. В 1938 году здание было преобразовано в школу для бедуинских девочек. В это время в здании были достроены внутренние лестницы, туалеты на первом этаже и две комнаты на верхнем этаже.
После захвата города во время войны за независимость здание использовал ЦАХАЛ. С основанием города Беэр-Шевы в 1950 году в здании разместился первый муниципалитет.
В начале 70-х годов муниципальные учреждения были перемещены, и дом губернатора стал использоваться как художественный отдел Археологического музея Негева, расположенного в мечети. В 1998 году здание было объявлено аварийным и закрыто для посещения публики.

## Негевский музей искусства
С 2002 по 2004 год в здании проводился капитальный ремонт. Реставрацию проводил отдел сохранения и реставрации Израильского департамента древностей и архитектор Зеев Гур. В ходе ремонта учитывали потребности музея: встроили лифт, изменили внутреннее пространство, приспосабливая его для экспозиций, и добавили стеклянный фасад. Сегодня в музее две выставочные галереи с меняющимися экспозициями произведений искусства.
Среди выставок, проходивших в музее, были: «Бесконечная встреча» в 2006 году; выставка художников Михаэля Горсса и Ори Ризмана — «напрашивающийся» творческий союз, который тем не менее до этого не составлялся; «Пионеры», три выставки трех старых художников с юга: Хаима Мэирса Васйса, Иудит Мэир и Моше Шака; а также «60-90-60», выставка в ознаменование 60-летия еврейской Беэр-Шевы и 90-летия захвата города АНЗАКом. Курировала выставки Нога Равед, которая работала директором и куратором музея с 2002 по 2010 год.
В 2011 году музей Негева перешёл в управление дочерней компании муниципалитета Беэр-Шевы «Кивуним — общество культурного досуга». Директором и куратором музея стала доктор Далия Манор, историк искусств и куратор, специализирующаяся на израильском искусстве. Среди прочих выставок, она курировала выставку в доме диаспоры «Земля под небом — рисунок Людвига Блума». Выставочный сезон 2011 года открыла выставка «Южный Ветер: аспекты изображения Негева в современном израильском искусстве», в которой участвовали Михаль Ровнер, Рои Купер, Гилад Офир, Шарон Яари и Гилад Эфрат. В том же году прошли ещё две выставки: выставка скульптур, гравюр и рисунков Менаше Кадишмана «От природы к искусству», которую курировала Далия Манор, и выставка «Между востоком и западом: бумажное искусство разных стран», которую курировала Шир Меллер-Ямагучи. В 2012 году будет представлена выставка «Местный колорит: произведения израильского искусства из коллекции Хиллелы Таль» где будет впервые представлена часть важной частной коллекции, до этого известной лишь немногим. На выставке, которую курирует д-р Далия Манор, будут представлены неизвестные работы выдающихся деятелей израильского искусства, среди которых Моше Гершуни, Игаль Тумаркин, Леа Никель, Авива Ури, Раффи Лави, Ури Лифшиц, Буки Шварц и другие.
В летние дни на лужайке во дворе музея проходит серия выступлений под названием «Понедельник в музее» — песни и беседа с профессором Нисимом Кальдероном из университета «Бен-Гурион», который ведет разговор с израильскими певцами и музыкантами.